# Barichneumon tibialis
Barichneumon tibialis là một loài tò vò trong họ Ichneumonidae.